# Lanocira wowine
Lanocira wowine is een pissebed uit de familie Corallanidae. De wetenschappelijke naam van de soort is voor het eerst geldig gepubliceerd in 2000 door Yasmeen & Javed.